# SPMT-ARISTA
SPMT-ARISTA is een Externe Dienst voor Preventie en Bescherming op het Werk in België, met de hoofdzetel in Brussel (België).

## Situering
SPMT-ARISTA is een ISO-gecertificeerde Externe Dienst voor Preventie en Bescherming op het Werk en begeleidt bedrijven bij de realisatie van hun preventie- en welzijnsbeleid. Het bedrijf is opgericht op 1 juli 2014 uit een fusie van de externe diensten SPMT en AristA.
Het bedrijf verzorgt het gezondheidstoezicht voor 450.000 werknemers in 18.000 bedrijven. Het zorgt op het gebied van risicobeheersing voor de domeinen ergonomie, psychosociale belasting, bedrijfsgezondheidszorg, hygiëne & toxicologie, arbeidsveiligheid en milieu.

## Geschiedenis
Op 10 juli 2012 kondigden SPMT en AristA de intentie tot fusioneren aan.

### SPMT
SPMT (Service de Prévention et de Médecine du Travail) was een Externe Dienst voor Preventie en Bescherming op het Werk in België, met de hoofdzetel in Luik (provincie Luik, België). Ze is sinds 1999 actief.
SPMT was met circa 4000 aangesloten ondernemingen - samen goed voor meer dan 150.000 werknemers - een van de grotere externe diensten voor preventie en bescherming op het werk in België. Ze had een territoriale bevoegdheid in het Waals Gewest en het Brussels Hoofdstedelijk Gewest.
Zij zorgde voor de periodieke medische onderzoeken van onderworpen werknemers, en zorgde op het gebied van risicobeheersing voor de domeinen ergonomie, psychosociale belasting, bedrijfsgezondheidszorg, hygiëne & toxicologie, arbeidsveiligheid en milieu.
Er waren 72 centra verspreid over Wallonië en 3 onderzoekswagens.

### AristA
AristA was een Externe Dienst voor Preventie en Bescherming op het Werk in België, met de hoofdzetel in Brussel (België). Op 1 juli 2014 is het gefusioneerd met SPMT tot SPMT-ARISTA.
AristA was een ISO-gecertificeerde Externe Dienst voor Preventie en Bescherming op het Werk en begeleidde bedrijven bij de realisatie van hun preventie- en welzijnsbeleid. Het bedrijf was opgericht op 21 mei 1968.
Het bedrijf verzorgde het gezondheidstoezicht voor 291.000 werknemers in 10.100 bedrijven. Het zorgde op het gebied van risicobeheersing voor de domeinen ergonomie, psychosociale belasting, bedrijfsgezondheidszorg, hygiëne & toxicologie, arbeidsveiligheid en milieu.